# Jean Simmons
Jean Merilyn Simmons (Londra, 31 gennaio 1929 – Santa Monica, 22 gennaio 2010) è stata un'attrice britannica.

## Biografia
Jean Merilyn Simmons nacque a Crouch Hill, nei pressi di Londra, il 31 gennaio 1929, da Winifred Aida Loveland e da Charles Simmons, campione olimpico di ginnastica artistica, che morì per un'ulcera quando Jean aveva 16 anni. Studentessa di danza, la Simmons iniziò a recitare a 14 anni, quando fu scelta per interpretare la sorella di Margaret Lockwood in Give Us the Moon (1944). Successivamente si fece notare in Cesare e Cleopatra (1946) di Gabriel Pascal, accanto a Vivien Leigh, in Grandi speranze (1946) di David Lean, in Narciso nero (1947) di Michael Powell ed Emeric Pressburger, accanto a Deborah Kerr e David Farrar, e per il ruolo di Ofelia in Amleto (1948), diretto da Laurence Olivier, film per il quale ottenne la sua prima candidatura all'Oscar alla miglior attrice non protagonista e per il quale fu premiata al Festival del Cinema di Venezia.
Affermatasi in patria, si trasferì a Hollywood dopo il matrimonio con l'attore inglese Stewart Granger, con il quale apparve in numerosi film. La sua ascesa fu rapida, grazie a numerosi film di successo, tra cui Androclo e il leone (1952) di Chester Erskine, tratto dalla pièce di George Bernard Shaw, Seduzione mortale (1953) di Otto Preminger, L'attrice (1953) di George Cukor, La tunica (1953) di Henry Koster, con Victor Mature e Richard Burton, La regina vergine (1953) di George Sidney, accanto a Granger, Sinuhe l'egiziano (1954) di Michael Curtiz, con Edmund Purdom e Gene Tierney, Désirée (1954) di Henry Koster, con Marlon Brando, Bulli e pupe (1955) di Joseph L. Mankiewicz, ancora con Brando e con Frank Sinatra, in cui si cimentò come cantante e ottenne un Golden Globe, I perversi (1955) di Arthur Lubin, che nel 1956 le valse il David di Donatello quale miglior attrice straniera, e Paura d'amare (1956) di Philip Dunne, accanto a Guy Madison.

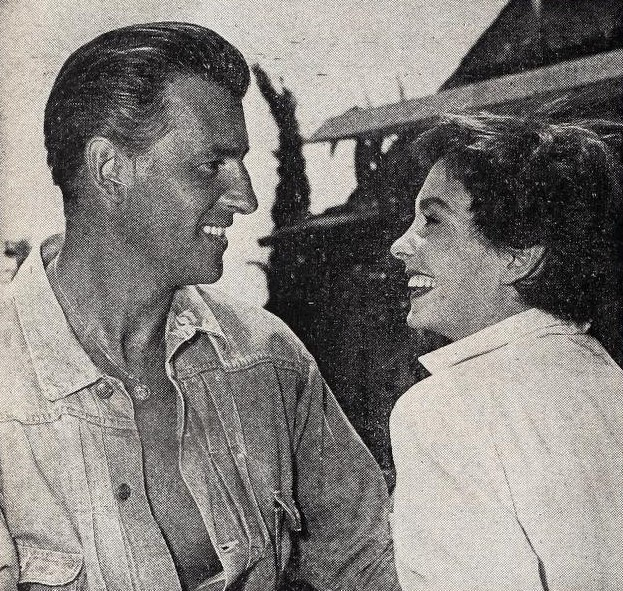
L'attrice nel 1955 con il marito Stewart Granger

Dopo le pellicole Quattro donne aspettano (1957) di Robert Wise, Il grande paese (1958) di William Wyler e La mia terra (1959) di Henry King, l'attrice chiuse un decennio di successi col kolossal Spartacus (1960), capolavoro di Stanley Kubrick, ove recitò con Kirk Douglas, Laurence Olivier, Charles Laughton, Tony Curtis e Peter Ustinov. Nello stesso anno fu diretta dal secondo marito, il regista Richard Brooks, nel dramma Il figlio di Giuda (1960), al fianco di Burt Lancaster e Shirley Jones, potente adattamento del romanzo di Sinclair Lewis. Recitò anche con Cary Grant, Deborah Kerr e Robert Mitchum nella commedia L'erba del vicino è sempre più verde (1960) di Stanley Donen, rivelando sorprendenti doti comiche.
La Simmons fornì ottime prove anche in Al di là della vita (1963) di Alex Segal, Flagrante adulterio (1965) di Ted Kotcheff, Una donna senza volto (1966) di Delbert Mann, Due stelle nella polvere (1967) di Arnold Laven e Lieto fine (1969), diretta ancora da Brooks e per il quale ottenne la seconda candidatura al premio Oscar. Nel 1967 tornò al genere brillante, affiancando Debbie Reynolds, Dick Van Dyke e Van Johnson in Divorzio all'americana di Bud Yorkin. Dopo Il ragazzo e la quarantenne (1971) di Alvin Rakoff, che non ebbe molto successo, la Simmons si orientò verso il teatro e le produzioni televisive. Portò in tournée negli Stati Uniti il musical A Little Night Music, con buone recensioni. Replicò lo spettacolo a Londra dal 1975 al 1977. Ritiratasi temporaneamente dal cinema, nel 1983 con il ruolo di Fiona Cleary partecipò alla celebre miniserie televisiva Uccelli di rovo, per la quale vinse un Emmy Award; nella stagione 1985-1986 fu inserita nel cast delle due serie di Nord e Sud, con Patrick Swayze e Kirstie Alley. Nel 1988 ritornò al cinema, con L'irlandese di Robert Knights, accanto a Anthony Hopkins e Hugh Grant. Nello stesso anno ricevette il premio alla carriera al Festival di Cannes e l'anno successivo recitò in una versione televisiva di Grandi speranze. Nel 1991 partecipò anche a un episodio di Star Trek: The Next Generation e ad altri telefilm di successo. Tra le sue ultime apparizioni per il cinema si segnala Gli anni dei ricordi (1995) di Jocelyn Moorhouse, ove recitò con Anne Bancroft e Winona Ryder.

## Vita privata
Jean Simmons si sposò il 20 dicembre 1950 con l'attore inglese Stewart Granger, dal quale ebbe una figlia, Tracy (1956). La coppia divorziò il 12 agosto 1960. Il 1º novembre dello stesso anno si sposò con il regista Richard Brooks, dal quale ebbe una figlia, Kate (1961). La coppia divorziò nel 1977. Nel 1986 si sottopose a terapia per dipendenza da alcool e visse a Santa Monica fino alla morte, il 22 gennaio 2010 a 80 anni, per un tumore ai polmoni.

## Filmografia

### Attrice

#### Cinema
- Mr. Emmanuel, regia di Harold French (1944)
- Give Us the Moon, regia di Val Guest (1944)
- Kiss the Bride Goodbye, regia di Paul L. Stein (1945)
- Meet Sexton Blake, regia di John Harlow (1945)
- The Way to the Stars, regia di Anthony Asquith (1945)
- Cesare e Cleopatra (Caesar and Cleopatra), regia di Gabriel Pascal (1945)
- Grandi speranze (Great Expectations), regia di David Lean (1946)
- Vendetta (Hungry Hill), regia di Brian Desmond Hurst (1947)
- Narciso nero (Black Narcissus), regia di Michael Powell ed Emeric Pressburger (1947)
- Il segreto del castello (Uncle Silas), regia di Charles Frank (1947)
- The Woman in the Hall, regia di Jack Lee (1947)
- Amleto (Hamlet), regia di Laurence Olivier (1948)
- Incantesimo nei mari del sud (The Blue Lagoon), regia di Frank Launder (1949)
- Adamo ed Evelina (Adam and Evelyne), regia di Harold French (1949)
- Tragica incertezza (So Long at the Fair), regia di Antony Darnborough e Terence Fisher (1950)
- Trio, regia di Ken Annakin e Harold French (1950)
- La gabbia d'oro (Cage of Gold), regia di Basil Dearden (1950)
- Cielo tempestoso (The Clouded Yellow), regia di Ralph Thomas (1951)
- Androclo e il leone (Androcles and the Lion), regia di Chester Erskine (1952)
- Seduzione mortale (Angel Face), regia di Otto Preminger (1953)
- La regina vergine (Young Bess), regia di George Sidney (1953)
- L'amore che ci incatena (Affair with a Stranger), regia di Roy Rowland (1953)
- La tunica (The Robe), regia di Henry Koster (1953)
- L'attrice (The Actress), regia di George Cukor (1953)
- Bella ma pericolosa (She Couldn't Say No), regia di Lloyd Bacon (1954)
- Sinuhe l'egiziano (The Egyptian), regia di Michael Curtiz (1954)
- Proiettile in canna (A Bullet Is Waiting), regia di John Farrow (1954)
- Désirée, regia di Henry Koster (1954)
- I perversi (Footsteps in the Fog), regia di Arthur Lubin (1955)
- Bulli e pupe (Guys and Dolls), regia di Joseph L. Mankiewicz (1955)
- Paura d'amare (Hilda Crane), regia di Philip Dunne (1956)
- Questa notte o mai (This Could Be the Night), regia di Robert Wise (1957)
- Quattro donne aspettano (Until They Sail), regia di Robert Wise (1957)
- Il grande paese (The Big Country), regia di William Wyler (1958)
- Pietà per la carne (Home Before Dark), regia di Mervyn LeRoy (1958)
- La mia terra (This Earth Is Mine), regia di Henry King (1959)
- Il figlio di Giuda (Elmer Gantry), regia di Richard Brooks (1960)
- Spartacus, regia di Stanley Kubrick (1960)
- L'erba del vicino è sempre più verde (The Grass Is Greener), regia di Stanley Donen (1960)
- Al di là della vita (All the Way Home), regia di Alex Segal (1963)
- Flagrante adulterio (Life at the Top), regia di Ted Kotcheff (1965)
- Una donna senza volto (Mister Buddwing), regia di Delbert Mann (1966)
- Divorzio all'americana (Divorce American Style), regia di Bud Yorkin (1967)
- Due stelle nella polvere (Rough Night in Jericho), regia di Arnold Laven (1967)
- Lieto fine (The Happy Ending), regia di Richard Brooks (1969)
- Il ragazzo e la quarantenne (Say Hello to Yesterday), regia di Alvin Rakoff (1971)
- Mr. Sycamore, regia di Pancho Khoner (1975)
- Dominique, regia di Michael Anderson (1980)
- Incontro pericoloso (Yellow Pages), regia di James Kenelm Clarke (1988)
- L'irlandese (The Dawning), regia di Robert Knights (1988)
- Gli anni dei ricordi (How to Make an American Quilt), regia di Jocelyn Moorhouse (1995)
- Shadows in the Sun (2001)

#### Televisione
- Polvere di stelle (Bob Hope Presents the Chrysler Theatre) – serie TV, 3 episodi (1966-1967)
- Hallmark Hall of Fame – serie TV, 1 episodio (1967)
- L'indimenticabile Heidi (Heidi), regia di Delbert Mann – film TV (1968)
- Decisions! Decisions!, regia di Alex Segal – film TV (1972)
- La strana coppia (The Odd Couple) – serie TV, 1 episodio (1972)
- The Easter Promise, regia di Paul Bogart – film TV (1975)
- Hawaii Squadra Cinque Zero (Hawaii Five-O) – serie TV, 1 episodio (1977)
- Il bacio della violenza (The Dain Curse), regia di E.W. Swackhamer – miniserie TV (1978)
- Mendicante ladro (Beggarman, Thief), regia di Lawrence Doheny – miniserie TV (1979)
- Golden Gate, regia di Paul Wendkos – film TV (1981)
- La valle delle bambole (Jacqueline Susann's Valley of the Dolls), regia di Walter Grauman – miniserie TV (1981)
- Un piccolo omicidio (A Small Killing), regia di Steven Hilliard Stern – film TV (1981)
- Uccelli di rovo (The Thorn Birds), regia di Daryl Duke – miniserie TV (1983)
- All for Love – serie TV, 1 episodio (1983)
- Midas Valley, regia di Gus Trikonis – film TV (1985)
- Hotel – serie TV, 2 episodi (1983-1985)
- Nord e Sud (North and South), regia di Richard T. Heffron – miniserie TV (1985)
- Nord e Sud II (North and South, Book II), regia di Kevin Connor – miniserie TV (1986)
- December Flower, regia di Stephen Frears – film TV (1987)
- Perry Mason: Per un antico amore (Perry Mason: The Case of the Lost Love), regia di Ron Satlof – film TV (1987)
- 1925 - Processo alla scimmia (Inherit the Wind), regia di David Greene – film TV (1988)
- Alfred Hitchcock presenta (Alfred Hitchcock Presents) – serie TV, episodio 4x2 (1988)
- La signora in giallo (Murder, She Wrote) – serie TV, episodi 5x21-5x22 (1989)
- Grandi speranze (Great Expectations), regia di Kevin Connor – miniserie TV (1989)
- American Playhouse – serie TV, 1 episodio (1990)
- Le ragazze dei Lakers (Laker Girls), regia di Bruce Seth Green – film TV (1990)
- Vendicherò mia figlia (People Like Us), regia di William Hale – miniserie TV (1990)
- L'ombra della notte (Dark Shadows) – serie TV, 12 episodi (1991)
- Star Trek: The Next Generation – serie TV, episodio 4x21 (1991)
- Miss Marple (Agatha Christie's Miss Marple) – serie TV, episodio 1x11 (1991)
- Angel Falls – serie TV (1993)
- L'ispettore Tibbs (In the Heat of the Night) – serie TV, 1 episodio (1994)
- Corsa verso l'ignoto (One More Mountain), regia di Dick Lowry – film TV (1994)
- Daisies in December, regia di Mark Haber – film TV (1995)
- Le regole del cuore (Her Own Rules), regia di Bobby Roth – film TV (1998)
- Mysteries of the Bible III – serie TV (1998)
- Solstizio d'inverno (Winter Solstice), regia di Martyn Friend – film TV (2003)

#### Cortometraggi
- Sports Day, regia di Francis Searle (1944)

### Doppiatrice
- A Friendship in Vienna, regia di Arthur Allan Seidelman – film TV (1988)
- American Masters – serie TV, 1 episodio (2000)
- Final Fantasy (2001)
- Il castello errante di Howl (Hauru no ugoku shiro) (2004) - versione inglese
- Thru the Moebius Strip (2005)

## Riconoscimenti
- Young Hollywood Hall of Fame[1]
- Coppa Volpi per la migliore interpretazione femminile al Festival del Cinema di Venezia 1948
- Premi Oscar 1948 – Candidatura all'Oscar alla miglior attrice non protagonista per Amleto
- David di Donatello 1956: Targa d'oro
- Premi Oscar 1970 – Candidatura all'Oscar alla miglior attrice per Lieto fine

## Doppiatrici italiane
Nelle versioni in italiano dei suoi film, Jean Simmons è stata doppiata da:
- Fiorella Betti in Androclo e il leone, Seduzione mortale, La regina vergine, L'amore che ci incatena, L'attrice, I perversi, Bulli e pupe, Questa notte o mai, Quattro donne aspettano, Il grande paese, Il figlio di Giuda, Divorzio all'americana
- Maria Pia Di Meo in La mia terra, Spartacus, Al di là della vita, Due stelle nella polvere, Dominique, Alfred Hitchcock presenta, Solstizio d'inverno
- Miranda Bonansea in Amleto, Adamo ed Evelina, Tragica incertezza, La gabbia d'oro
- Dhia Cristiani in La tunica, Sinuhe l'egiziano, Désirée, Paura d'amare
- Gabriella Genta in La valle delle bambole, Nord e Sud, Nord e Sud II
- Rosetta Calavetta in Bella ma pericolosa, L'erba del vicino è sempre più verde
- Paola Mannoni in Star Trek - The Next Generation, L'irlandese
- Noemi Gifuni in Grandi speranze (1989), Le ragazze dei Lakers
- Ada Maria Serra Zanetti in Lieto fine (doppiaggio tardivo), Un piccolo omicidio
- Germana Calderini in Grandi speranze (1946)
- Rina Morelli in Proiettile in canna
- Melina Martello in Uccelli di rovo
- Marzia Ubaldi in La signora in giallo
- Graziella Polesinanti in Miss Marple
- Mirella Pace in Perry Mason: Per un antico amore
- Vanna Busoni in Le regole del cuore
- Valeria Valeri in L'ombra della notte
- Flaminia Jandolo in Gli anni dei ricordi
- Cristina Boraschi in Proiettile in canna (ridoppiaggio)